# Fujtajbl (Simpsonovi)
Fujtajbl (v anglickém originále E-I-E-I-(Annoyed Grunt)) je 5. díl 11. řady (celkem 231.) amerického animovaného seriálu Simpsonovi. Scénář napsal Ian Maxtone-Graham a díl režíroval Bob Anderson. V USA měl premiéru dne 7. listopadu 1999 na stanici Fox Broadcasting Company a v Česku byl poprvé vysílán 6. listopadu 2001 na stanici ČT1.

## Děj
Simpsonovi jdou do springfieldského kina Googelplex na film Zorro a jeho kord. Poté Homer, napodobující Zorra, vystraší Haďáka tím, že ho plácnutím rukavicí vyzve na souboj, když urazí Marge; soubojovým plácáním pak získává od lidí vše, co chce. Když jižanský plukovník s pistolí v Kwik-E-Martu Homerovu „výzvu“ souboje skutečně přijme, Homer se ocitne vázán soubojem, který se uskuteční následujícího dne za úsvitu. 
Druhý den ráno čeká plukovník se svou ženou před domem ve svém obytném voze. Simpsonovi se vyplíží ven, přičemž Homer se drží starého vánočního stromku, a hledají si dočasný domov. Najdou dědečkovu starou farmu na venkovské silnici č. 9 za Springfieldem, kde se Homer navzdory špatné pověsti půdy pro pěstování plodin stane farmářem. Poté, co se mu měsíc nedaří nic vypěstovat, zavolá Homer Lennymu a požádá ho, aby mu poslal plutonium. Úroda nakonec vyroste, ale protože Homer omylem smíchal semena rajčat se semeny tabáku, vznikne nový produkt. Homer zmutovanou plodinu nazve tomák (v originále tomacco). Chutná příšerně, ale je vysoce návyková. Homer a Marge si zřídí stánek, kde prodávají Homerův tomák a Margin čerstvě upečený koláč s mletým masem. Zatímco koláče se neprodávají dobře, tomák má takový úspěch, že vedení společnosti Laramie Cigarettes nabídne, že práva na tomák odkoupí za 150 milionů dolarů. 
Líza protestuje, že Simpsonovi nemohou přijmout peníze tabákových manažerů, ale Homer si toto tvrzení špatně vyloží a nabídku odmítne jako urážlivou a požaduje za tomák 150 miliard dolarů, což společnost odmítne. Zpět na farmě rodina vidí, jak zvířata z jiných farem, jež jsou závislá na tomáku, požírají jejich úrodu. Když jim zůstane jen jedna rostlina, uteče rodina do domu, kde Líza naléhá na Homera, aby ji zničil, ale Homer odmítá, dokud se dobytek nevloupá dovnitř. Vyhodí rostlinu do vzduchu a ta přistane v rukou manažerů společnosti Laramie Cigarettes. Jejich vrtulník odlétá, ale na palubu se vplíží ovce závislá na tabáku a napadne je. Vrtulník se zřítí, všichni na palubě kromě ovce zahynou a poslední rostlina tomáku je zničena. Simpsonovi se vrátí domů a zjistí, že jižanský gentleman a jeho žena stále čekají na Homera, až se budou moci pustit do souboje. Homer tak učiní a je postřelen do ruky, ale odmítá jít do nemocnice, dokud nesní jeden z Marginých koláčů s mletým masem.

## Produkce
Epizodu napsal Ian Maxtone-Graham a režíroval ji Bob Anderson. V epizodě hostovala americká rocková skupina The B-52's, která zpívala píseň „Glove Slap“, parodii na jejich píseň „Love Shack“. Proces výroby tomáku byl poprvé zdokumentován v článku časopisu Scientific American z roku 1959, kde se uvádí, že v rostlině rajčete lze po naroubování najít nikotin. Vzhledem k vědeckému a průmyslovému významu tohoto průlomového procesu byl tento článek přetištěn ve sborníku Scientific American z roku 1968.

## Témata a kulturní odkazy

### Zorro a jeho kord
Simpsonovi jdou na promítání filmu Zorro a jeho kord, jenž je volnou parodií na film Zorro: Tajemná tvář (1998). Díl také paroduje různé filmy. Jonathan Gray napsal v knize Watching with The Simpsons: Television, Parody, and Intertextuality, že Zorro a jeho kord zesměšňuje obskurnost hollywoodských blockbusterů, zejména jejich do očí bijící historické nepřesnosti, díky nimž se ve filmu objevují Zorro, král Artuš, Tři mušketýři, Červený bedrník, muž se železnou maskou a ninjové v Mexiku z 19. století.
Titulky na konci filmu Zorro a jeho kord jsou také záměrně nesmyslné. John Byner je uveden jako Zorro, Shawn Wayans jako Robot Zorro, Rita Rudnerová jako paní Zorrová, Curtis „Booger“ Armstrong jako Scarlet Pimpernel, Cheech Marin jako král Artuš, Gina Gershonová jako muž se železnou maskou, Posh Spice jako Wise Nun, Meryl Streepová jako Stupid Nun, Stone Cold Steve Austin jako cestující časem, Spalding Gray jako princ vypadající jako gay, Eric Roberts jako muž bijící muže, Pelé jako škytající vypravěč, Robert Evans jako Martin Van Buren, Anthony Hopkins jako Corky a James Earl Jones jako hlas kouzelného taca. Film také děkuje vydavateli časopisu Penthouse Bobu Guccionemu a týmu NHL Philadelphia Flyers.

### Reklamy
Během filmu Zorro a jeho kord se objevují reklamy, které odkazují na výrobky a filmy. Reklama na Buzz Colu, která se objevuje před filmem Zorro a jeho kord, je parodií na úvodní část invaze do Normandie z filmu Zachraňte vojína Ryana (1998). Gray píše, že „pohrdá sklonem reklam využívat jakýkoli trik k upoutání pozornosti bez ohledu na etiku: jak se rozhořčená Líza nedůvěřivě ptá, ‚Opravdu si myslí, že památka našich veteránů prodá limonádu?‘.“ Mezi dalšími filmy, na které je v kině reklama, je My Dinner with Jar Jar, odkaz na postavu Jar Jar Binkse z Hvězdných válek a filmu My Dinner with Andre z roku 1981.

### Hudba
V epizodě se objevuje několik odkazů na písně a témata. Píseň „Glove Slap“ je parodií na píseň „Love Shack“. Původní i pozměněnou verzi použitou v epizodě nazpívala skupina The B-52's. Hudba, jež hraje během pasáže, kdy Simpsonovi začínají farmařit, je ústřední melodie ze seriálu Green Acres. Farmář je zobrazen, jak používá slona k měření výšky svých kukuřičných rostlin; jedná se o odkaz na píseň „Oh, What a Beautiful Mornin'“ z muzikálu Oklahoma!, v níž se objevuje verš „kukuřice je vysoká jako sloní oko“. Jižanský plukovníkův roh vydává několik úvodních tónů písně „Dixie“.

## Přijetí
Epizoda byla původně vysílána na stanici Fox ve Spojených státech 7. listopadu 1999. 7. října 2008 byla epizoda vydána na DVD jako součást boxu The Simpsons – The Complete Eleventh Season. Členové štábu Mike Scully, Ian Maxtone-Graham, George Meyer a Matt Selman se podíleli na audiokomentáři k epizodě na DVD.
Při recenzování 11. sezóny Simpsonových se Colin Jacobson z DVD Movie Guide vyjádřil, že díl poskytuje „typ epizody typický pro ‚postklasická‘ léta seriálu. Ačkoli se nestává špatnou, postrádá jiskru a šmrnc typické pro nejlepší Simpsonovy. Dostáváme směs slušných momentů, ale nic, co by epizodu povýšilo nad úroveň průměrnosti.“. Ve vydání časopisu Nature z 26. července 2007 zařadila redakce vědeckého časopisu epizodu mezi 10 nejlepších vědeckých momentů v Simpsonových. Časopis chválí Homerovy pokusy stát se farmářem, které zahrnují použití plutonia jako hnojiva a křížení DNA ze semen tabáku a rajčat, aby vzniklo návykové ovoce. V roce 2011 označil Keith Plocek z blogu Squid Ink v LA Weekly díl za 10. nejlepší epizodu seriálu s potravinovou tematikou. Deník The Phoenix New Times zařadil díl mezi 10 nejlepších epizod Simpsonových všech dob.

## Odkaz epizody
Fanoušek Simpsonových, Rob Baur z Lake Oswego v Oregonu, se touto epizodou inspiroval. Když si Baur vzpomněl na článek v učebnici, vypěstoval v roce 2003 skutečný tomák. Z rostliny vzniklo potomstvo, které vypadalo jako normální rajčata, ale Baur měl podezření, že obsahují smrtelné množství nikotinu, a proto by byla nepoživatelná. Testy později prokázaly, že listy rostliny obsahují určité množství nikotinu. Obě rostliny patří do stejné čeledi lilkovitých. Rostlina tomáku plodila, dokud po 18 měsících neuschla a jednu zimu nestrávila uvnitř. Baur se objevil v komentáři k epizodě na DVD, kde hovořil o rostlině a z toho plynoucí slávě. Baur byl také členem týmu, který se zabýval rostlinou.
Na sjezdu Americké dialektologické společnosti v roce 2004 bylo tomacco označeno za nové slovo, které „má nejmenší šanci na úspěch“. Tomák (tomacco) se stalo na webu wordspy.com „Slovem dne“.
Obchod s názvem Sneed's Feed & Seed (Formerly Chuck's), který se v epizodě krátce objeví, byl zdrojem intenzivních debat mezi fanoušky Simpsonových. Debata se soustřeďuje na název obchodu s poukazem na možnost chlípného vtipu v rámci epizody. Scenárista dílu Ian Maxtone-Graham na Twitteru uvedl, že název obchodu je ve skutečnosti narážkou na orální a penetrační styk. V této epizodě se objevují i názvy obchodů, které jsou vtipné.
Sneed's Feed and Seed se stal internetovým memem na online imageboardu 4chan, a to ve formě shitpostingu známém jako sneedposting. Nejstarší známý příklad sneedpostingu pochází z 12. června 2012.